# مگاترون (ترانه)
«مگاترون» (به انگلیسی: Megatron) ترانه‌ای از رپر و خوانندهٔ آمریکایی ترینیدادی تبار نیکی میناژ می‌باشد که در ۲۱ ژوئن سال ۲۰۱۹ به‌همراهٔ موزیک ویدئو به‌عنوان تک‌آهنگ تنها منتشر گردید. در این ترانه از «سرتو بالا نگه‌دار» اثر خوانندهٔ جامائیکایی مستر وگاس نمونه‌برداری شده‌است.

## پس‌زمینه و انتشار
«مگاترون» تنها اثر انفرادی منتشرشده توسط نیکی میناژ در سال ۲۰۱۹ محسوب می‌شود. پیش از انتشار این ترانه، نیکی میناژ پس از به پایان رساندن تور جهانی تور جهانی نیکی در اروپا، مدتی از فعالیت در شبکه‌های اجتماعی فاصله گرفته بود.